# Prosopagnosia
Prosopagnosia (proviene del griego πρόσωπον: cara, y de ἀγνωσία: desconocimiento), también llamada ceguera de rostros, es un trastorno cognitivo y una forma específica de agnosia visual caracterizada por la incapacidad para reconocer rostros familiares, incluyendo el propio (autorreconocimiento), mientras que otros aspectos del procesamiento visual (por ejemplo, discriminación de objetos) y el funcionamiento intelectual (por ejemplo, la toma de decisiones) permanecen intactos. Originalmente, el término se refiere a una condición posterior a daño cerebral agudo (prosopagnosia adquirida), sin embargo también existe una forma del trastorno congénita o desarrollada, que afecta hasta un 2,5 % de la población de los Estados Unidos.
El  área específica del cerebro que generalmente se asocia con la prosopagnosia es el giro fusiforme, el cual se activa específicamente en respuesta a los rostros. La funcionalidad del giro fusiforme permite que la mayoría de las personas reconozcan los rostros con mayor detalle que con complejos objetos inanimados. Para aquellos con prosopagnosia, el nuevo método para el reconocimiento de los rostros depende del menos sensitivo sistema de reconocimiento de objetos. El giro fusiforme en el hemisferio derecho esta a menudo más involucrado con el reconocimiento de rostros familiares que el izquierdo. No queda claro si el giro fusiforme sólo es específico para el reconocimiento de rostros humanos o si también está involucrado en capacitar altamente los estímulos visuales.
Hay dos tipos de prosopagnosia: adquirida y congénita (de desarrollo). La prosopagnosia adquirida es el resultados de daño en el lóbulo temporal-occipital y se encuentra con mayor frecuencia en adultos. Esta se subdivide en prosopagnosia percitiva y asociativa. En la prosopagnosia congénita, el individuo nunca desarrolla adecuadamente la capacidad de reconocer rostros.
Las personas prosopagnósicas a menudo aprenden a usar estrategias de reconocimiento "por etapas" o "características". Esto puede implicar mayor atención a datos secundarios tales como prendas de vestir, forma de caminar, color de cabello, color de piel, la forma del cuerpo y el tono de la voz. Debido a que el rostro parece funcionar como una importante característica distintiva en la memoria, también puede ser difícil para quienes tienen esta condición mantener un seguimiento de la información acerca de otras personas y relacionarse normalmente con los demás. También ha sido asociada con otros desórdenes del cerebro: la hemianopsia izquierda  (pérdida de la visión desde el lado izquierdo del espacio, asociada con un daño en el lóbulo occipital derecho), la acromatopsia (un déficit en la percepción del color, a menudo se asocia con la unilateral o bilateral, en las lesiones temporal-occipital) y desorientación topográfica (pérdida de la familiaridad con el ambiente y dificultades en el uso de puntos de referencia, se asocia con lesiones en la parte posterior de la circunvolución del hipocampo y de la parte anterior del giro lingual del hemisferio derecho).

## Etimología
El término fue acuñado en 1947 por el médico Joachim Bodamer, quien la definió en los siguientes términos:  «Es la interrupción selectiva de la percepción de rostros, tanto del propio como del de los demás, los que pueden ser vistos pero no reconocidos como los que son propios de determinada persona».
La definición sigue siendo vigente, pues sirve para caracterizar el trastorno sin diagnosticarlo o pronosticarlo; no obstante, ahora se sabe que puede tener distintas características.

## Historia
El primer caso documentado como prosopagnosia fue en el siglo XX, mas ya existían otros casos registrados como los hechos por Hughlings Jackson o Charcot. En 1947, Joachim Bodamer realizó el primer estudio clínico del trastorno y acuñó el término.
Durante la Segunda Guerra Mundial, después de que un teniente del ejército alemán fuera apresado y atendido de una herida en la cabeza, los médicos constataron el hecho de que el paciente no podía reconocer los rostros de las personas, no obstante de que por lo demás gozaba de un estado saludable y no había ningún otro perjuicio en su vista.
El estudio de prosopagnosia ha sido crucial en el desarrollo de las teorías sobre percepción facial. Ya que no es un trastorno unitario, es decir, diferentes personas presentan diversos grados y tipos de afecciones, se ha argumentado que la percepción facial involucra múltiples etapas.

## Prevalencia
La frecuente ignorancia de los enfermos sobre su déficit y la posibilidad de compensar el déficit de percepción hasta un cierto grado mediante eficiencia del aprendizaje condujo a que por mucho tiempo se considerara que la prosopagnosis era una enfermedad extremadamente rara. Investigaciones recientes presumen que 2,5 % de la población padece la enfermedad.

## Etiología
Se presenta en enfermedades degenerativas y focales con lesión bilateral o del lado derecho de las circunvoluciones lingual y fusiforme.

## Cuadro clínico
Aunque la incapacidad de reconocer rostros es la característica de este trastorno, en algunos casos se pueden percibir los rostros de familiares o amigos cercanos, siempre y cuando tengan algo que les caracterice extremadamente. Ciertos pacientes pueden percibir con mayor claridad, aun cuando sea en forma borrosa, los rostros de las mujeres y no los de los hombres, y viceversa.
A pesar de que los sujetos que padecen este trastorno pueden identificar los órganos que se encuentran en el rostro, son incapaces de recordar su ubicación exacta dentro de éste.
Quien padece de prosopagnosia puede recordar, de la misma manera que cualquier otra persona, quiénes son sus amigos, familiares y personas con las que se relaciona; incluso recuerdan el cabello y los tonos de la piel, los aromas, la voz y todo lo que en general se denomina “contexto” de la persona; sin embargo, no pueden ver o comprender el rostro de las personas, aunque sí pueden reconocer gestos y emociones.

## Causa
Puede ser causada por lesiones en varias partes de la vena occipital (áreas occipital área de la cara), el giro fusiforme (área fusiforme facial), y la parte anterior de la corteza temporal. Los análisis con tomografía por emisión de positrones (PET) y fMRI han demostrado que, en individuos sin prosopagnosia, estas áreas se activan específicamente en respuesta a estímulos faciales. Las áreas occipitales inferiores están principalmente implicadas en las etapas tempranas de percepción del rostro y el anterior temporal en las estructuras que integran la información concreta sobre el rostro, la voz y el nombre de una persona conocida.

## Diagnóstico
Hay pocas evaluaciones neuropsicológicas que puedan diagnosticar definitivamente la prosopagnosia. Un método comúnmente utilizado es la prueba de análisis de rostros famosos, donde a los individuos se les pide reconocer las caras de personas famosas. Sin embargo, esta prueba es difícil de estandarizar. La prueba de reconocimiento facial Bentonde (BFRT, por sus siglas en inglés) es otra prueba utilizada por neuropsicólogos para evaluar las habilidades de reconocimiento facial. Las imágenes se recortan para eliminar el pelo y la ropa, ya que muchas personas con prosopagnosia usan estas señales para reconocer los rostros. En la prueba se utilizan rostros femeninos y masculinos. La fiabilidad de la BFRT fue cuestionada cuando un estudio llevado a cabo por Duchaine y Nakayama, mostró que la puntuación media de 11 de prosopagnosia estaba dentro del rango normal.
El Índice de Prosopagnosia 20 ( PI20) esta libremente disponible y es un cuestionario validado de autoinforme que puede ser utilizado junto con un equipo basado en el reconocimiento facial de las pruebas para ayudar a identificar a los individuos con prosopagnosia. Se ha validado el uso de medidas objetivas para medir la capacidad de percepción del rostro, entre ellos la famosa prueba de reconocimiento facial y la Prueba de Memoria de Rostros de Cambridge.

## Tratamiento
No existe actualmente ningún tratamiento aceptado ampliamente. Algunas personas con prosopagnosia adquirida a veces se recuperaban de manera espontánea.

## En la cultura popular
La expansión de Internet y la creación de sitios especializados para personas con intereses particulares permitió a finales del siglo pasado a algunas personas como Bill Choisser crear una comunidad que logró despertar el interés de la sociedad. Choisser colocó un aviso en Usenet diciendo “Problema para reconocer rostros”, lo que ocasionó el acercamiento de especialistas, curiosos y personas afectadas. Su historia ha sido publicada en diarios y en revistas como Wired, sin contar a la prensa especializada, tanto en psicología como en neurología.[cita requerida]

### Literatura
- La prosopagnosia ha servido de inspiración al escritor y neurólogo Oliver Sacks, quien relata el caso de un hombre que agarró la cabeza de su esposa pensando que era un sombrero: The man who mistook his wife for a hat.[18]

- El escritor brasileño Daniel Galera, en su novela Barba ensopada de sangre, crea un protagonista marcado por esta alteración. En este caso, no reconoce ni su rostro ni el de los demás. Se aferra a otros detalles de las personas para reconocerlas; el tono de voz, la manera de andar le sirven para ello.

- El escritor mexicano Javier Castañeda, en el cuento Desconocido (o el desprecio a la lastimera ironía de no poderse reconocer), relata la historia de un fotógrafo con esta condición, el cual encuentra un rostro reconocible y es el de quien parece ser él mismo de viejo.

- La escritora estadounidense Jennifer Niven, en el libro Holding Up The Universe, crea un protagonista con prosopagnosia, Jack. Él no puede reconocer a sus demás compañeros y comúnmente se encuentra en problemas para saber quién le habla cuando no puede encontrar "identificadores" que le ayuden a saber quién es, como el cabello.

### Cine
- En Faces in the Crowd, Milla Jovovich interpreta a una mujer que, tras presenciar un asesinato y quedar inconsciente durante una semana, se despierta sin poder reconocer ninguna cara.[19][20]

### Televisión
- En Hannibal el capítulo n.º 10 de la primera temporada el personaje de Georgia Madchen, sufre prosopagnosia y el Síndrome de Cotard. Esta combinación tiene una pesada carga sobre su estado mental y mata a su amiga antes de desaparecer.
- En las series surcoreanas The Girl Who Sees Smells, The Idle Mermaid, The beauty inside y The secret life of my secretary, Color Rush se presentan personajes con este trastorno después de un accidente.
- En Arrested Development el personaje de Lindsay conoce a un activista, Marky Bark, incapaz de diferenciar los rostros. Marky Bark aparece en los capítulos n.º 3, n.º 8, n.º 9 y n.º 10 de la cuarta temporada.

### Videojuegos
- La prosopagnosia es uno de los temas centrales de 999: Nine Hours, Nine Persons, Nine Doors, una novela interactiva y juego de puzles programado por Chunsoft para Nintendo DS.
- La víctima de un homicidio en Phoenix Wright: Ace Attorney − Spirit of Justice sufre de prosopagnosia y sirve como pista para descubrir la identidad de su asesino.